# Chilothorax exclamationis
Chilothorax exclamationis är en skalbaggsart som beskrevs av Victor Ivanovitsch Motschulsky 1849. Chilothorax exclamationis ingår i släktet Chilothorax och familjen Aphodiidae. Inga underarter finns listade i Catalogue of Life.